# Daniel Mareček
Daniel Mareček (* 30. května 1998 Praha) je český profesionální fotbalista, který hraje na pozici středního záložníka za český klub FK Mladá Boleslav. Je také bývalým českým mládežnickým reprezentantem.

## Klubová kariéra
Mareček je odchovancem pražské Sparty. V A-týmu debutoval 4. května 2016 v odvetě semifinále poháru proti Jablonci v neslavném utkání, kde Sparta kvůli šetření hráčů nastoupila s juniory a dorostenci. Kalendářní rok 2018 strávil na hostování ve druholigové Vlašimi, kde celkem odehrál 27 utkání a 30. září 2018 si proti Baníku Sokolov připsal první gól. V lednu 2019 odcestoval se Spartou na zimní soustředění, poté zamířil na půlroční hostování do Českých Budějovic. Záhy se ale zranil, a tak stihl pouze dva zápasy. Na podzim 2019 nastupoval za sparťanskou rezervu ve třetí lize, kde si připsal celkem 14 startů a 3 góly. V derby rezerv hrané 27. října vedl Spartu jako kapitán. V únoru 2020 přestoupil do Slovácka. V lednu 2021 podepsal tříletou smlouvu s Bohemians Praha 1905